# Megaselia andicola
Megaselia andicola är en tvåvingeart som beskrevs av Charles Thomas Brues 1944. Megaselia andicola ingår i släktet Megaselia och familjen puckelflugor.
Artens utbredningsområde är Peru. Inga underarter finns listade i Catalogue of Life.